# Западная епархия (УПЦК)
За́падная епа́рхия (англ. Western Eparchy) — епархия Украинской православной церкви в Канаде Константинопольского патриархата на территории на канадских провинции Альберта и Британская Колумбия.
На территории Западной епархии действуют около 60 приходов. Кафедральными соборами Западной епархии являются церковь Пресвятой Троицы в Ванкувере и церковь святого Иоанна Крестителя в Эдмонтоне.
Иерарх Западной епархии Украинской Православной церкви в Канаде носит титул Архиепископ Эдмонтона и Западной Канады.

## История
Западная епархия была образована 8 августа 1951 года, однако оставалась вакантной до 1959 года, когда была рукоположен её первый правящий архиерей.
До 2005 года архиепископом Эдмонтона и Западной Канады был епископ Иоанн (Стинка), который был епископом Эдмонтона на протяжении двадцати лет (с 1985 года). В 2005 году Синод УПЦК назначил его митрополитом Украинской Православной церкви в Канаде и архиепископом Виннипега.
23 августа 2008 года Иларион (Рудник) был избран епископом Эдмонтона на Соборе УПЦК. Его избрание было подтверждено Патриархом Константинопольским. 26 октября 2008 года Иларион был настолован в соборе святого Иоанна Крестителя в Эдмонтоне.

## Иерархи епархии
- Андрей (Метюк) (5 июля 1959 — 2 июля 1975)
- Борис (Яковкевич) (2 июля 1975 — 24 марта 1984)
- Иоанн (Стинка) (1985 — 20 ноября 2005)
- Иларион (Рудник) (21 октября 2008 — 22 июля 2022)